# Derdy
Derdy – część wsi Łazy w Polsce, położona w województwie mazowieckim, w powiecie piaseczyńskim, w gminie Lesznowola. 
W latach 1975–1998 Derdy administracyjnie należały do województwa warszawskiego.

## Zabytki
Derdy - park leśny o pow. 12,7 ha założony w XVIII w., z trzema dębami szypułkowymi - pomnikami przyrody. Od 1881 r. mieści się tu Dom Zgromadzenia Sióstr Matki Bożej Miłosierdzia. Przez kilka tygodni w kwietniu i maju 1936 r. w domu mieszkała święta Faustyna Kowalska.